# Black Treacle
Black Treacle è il quarto singolo estratto dal quarto album degli Arctic Monkeys Suck It and See, pubblicato il 23 gennaio 2012 come download digitale e in formato 7" limitato a 1500 copie. La canzone "You and I", presente come B-side del singolo è accreditata a Richard Hawley e ai The Death Ramps (pseudonimo degli stessi Arctic Monkeys) ed è ritenuta una delle canzoni che più si avvicina all'hard rock tra quelle della band.

## Video musicale
Il video di "Black Treacle" è stato reso disponibile su YouTube il 5 gennaio 2012. Il video di "You and I" è stato pubblicato il 23 gennaio 2012 e mostra i membri della band durante la registrazione in studio e alla guida di motociclette.

## Tracce
7"
1. Black Treacle – 3:35
2. You and I – 3:26

Digital download
1. Black Treacle – 3:35
2. You and I – 3:26